# Noémi Háfra
Dans le nom hongrois Háfra Noémi, le nom de famille précède le prénom, mais cet article utilise l’ordre habituel en français Noémi Háfra, où le prénom précède le nom.
Noémi Háfra, née le 5 octobre 1998 à Cegléd, est une handballeuse internationale hongroise évoluant au poste d'arrière gauche.

## Palmarès

### Club
compétitions nationales
- championne de Hongrie
  - Champion (3) : 2015, 2021 (avec FTC) et 2022 (avec Győr)
  - Vice-champion (4) : 2016, 2017, 2018, 2019 (avec FTC)
- Coupe de Hongrie (1) : 2017 (avec FTC)

### Sélection nationale
autres
- vainqueur du championnat du monde junior en 2018
- troisième du championnat d'Europe junior en 2017[2],[3]
- 5e place du championnat du monde jeunes en 2016[4]
- troisième du championnat d'Europe jeunes en 2015[5]

### Distinctions individuelles
- élue meilleure jeune joueuse de la Ligue des champions 2019[6], 2020[7]
- élue meilleure arrière gauche du championnat d'Europe 2018[8]
- élue meilleure arrière gauche du championnat du monde junior 2018[9]